# José Trinidad Fernández Angulo

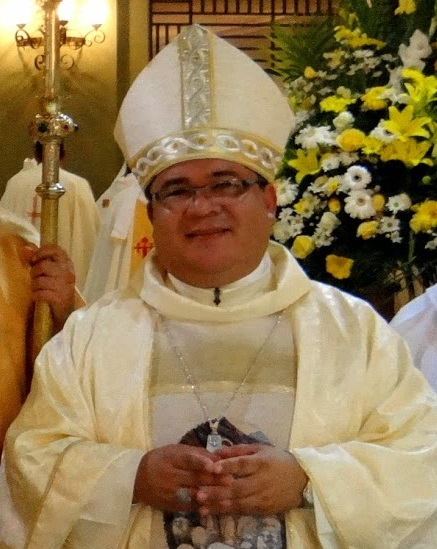
José Trinidad Fernández Angulo, 2019

José Trinidad Fernández Angulo (* 24. Mai 1964 in Mérida, Venezuela) ist ein venezolanischer Geistlicher und römisch-katholischer Bischof von Trujillo.

## Leben
José Trinidad Fernández Angulo studierte nach dem Besuch des Knabenseminars Philosophie am Priesterseminar und Theologie am kirchlichen Hochschulinstitut Santo Tomás de Aquino des Bistums San Cristóbal de Venezuela. Am 30. Juli 1989 empfing er das Sakrament der Priesterweihe für das Erzbistum Mérida.
Nach weiteren Studien erwarb er an der Päpstlichen Universität Gregoriana in Rom das Lizenziat in Philosophie. Im Erzbistum Mérida war er als Lehrer am Knabenseminar sowie als Diözesanverantwortlicher für die Jugendseelsorge und die Berufungspastoral tätig. Er war Studienleiter und Subregens des Priesterseminars, bevor er für Aufgaben im Erzbistum Caracas freigestellt wurde. Hier war er zunächst Subregens am Seminar San José und anschließend am Priesterseminar Santa Rosa de Lima, wo er zunächst für die philosophischen Studien zuständig war und dessen Leitung er im Jahr 2009 als Regens übernahm. An der Universidad Católica Santa Rosa war er außerdem Direktor für den Forschungsbereich.
Am 17. April 2014 ernannte ihn Papst Franziskus zum Titularbischof von Pumentum und bestellte ihn zum Weihbischof in Caracas. Der Erzbischof von Caracas, Jorge Kardinal Urosa, spendete ihm am 6. Juli desselben Jahres in der Kathedrale von Caracas die Bischofsweihe; Mitkonsekratoren waren der Erzbischof von Mérida, Baltazar Porras, und der Erzbischof von Cumaná, Diego Padrón Sánchez.
Am 15. Juli 2021 ernannte ihn Papst Franziskus zum Bischof von Trujillo. Die Amtseinführung fand am 8. Oktober desselben Jahres statt.